# Ctenitis zhejiangensis
Ctenitis zhejiangensis là một loài thực vật có mạch trong họ Dryopteridaceae. Loài này được Ching & C.F. Zhang miêu tả khoa học đầu tiên năm 1983.